# Beierolpium oceanicum
Beierolpium oceanicum es una especie de arácnido del orden Pseudoscorpionida de la familia Olpiidae.

## Distribución geográfica
Se encuentra en Indonesia y en las Islas del Pacífico.